# Eleanor Maccoby
Pour les articles homonymes, voir Maccoby.
Eleanor Emmons Maccoby, née le 15 mai 1917 à Tacoma et morte le 11 décembre 2018 à Palo Alto, est une psychologue américaine et professeure de psychologie du développement.
Elle est connue pour ses travaux de recherche dans le domaine de l'enfance et de la famille en psychologie. Elle est spécialisée dans le domaine de la différences des sexes et du genre, les relations parent-enfant, la psychologie de l'enfant et le développement social du point de vue de l'enfant. 
Elle a obtenu son master et son doctorat à l'université du Michigan. Elle a préparé sa thèse doctorale dans le laboratoire de Skinner, à Harvard, avant de s'orienter vers la psychologie de développement.  Elle a effectué sa carrière universitaire et ses travaux de recherche à l'université Stanford, où elle a occupé la chaire « Barbara Kimball Browning Professor ». Son ouvrage le plus connu est The Development of Sex Differences (1966). Elle a obtenu plusieurs prix notamment en 2000, elle est lauréate du prix qui porte son nom, le Maccoby Award, de l'Association américaine de psychologie. 

## Biographie
Sa mère était musicienne et chanteuse, et son père était responsable d'une petite entreprise, Sa famille était végétarienne et intéressée par la pensée orientale, la réincarnation, l'astrologie et les phénomènes occultes. En 1934, elle entreprend des études supérieures au Reed College, à Portland (Oregon) où elle reste jusqu'en 1936, puis les poursuit à l'université de Washington à Seattle. En 1958, elle obtient un emploi à l'université Stanford, dans le département de psychologie où elle enseigne la psychologie de l'enfant. Elle s'intéresse au mouvement féministe, et rencontre notamment Carol Nagy Jacklin avec qui elle s'investit dans des études sur l'inégalité de traitement des hommes et des femmes. Cet intérêt la conduit vers de nouvelles recherches sur les différences et des similitudes entre garçons et filles, ces études lui assurant une renommée de chercheur. 

### Carrière
Durant ses deux années à Reed College, Eleanor Maccoby a été confrontée à la domination de la psychologie comportementaliste. Elle poursuit des études à l'université de Washington, où elle obtient sa licence de psychologie (1939) et a l'occasion de suivre les cours d'Edwin Guthrie sur les théories de l'apprentissage. Elle interrompt ses études au début de son mariage, alors que son mari est nommé à Washington durant la Seconde Guerre mondiale, et élève ses enfants. Puis elle obtient son master à l'université du Michigan en 1949, et s'inscrit en thèse. Durant la dernière année de sa formation doctorale, elle bénéficie d'un stage dans le laboratoire de Skinner à Harvard où elle travaille sur le conditionnement opérant en étudiant des pigeons. Elle soutient sa thèse en 1950, à l'université du Michigan.
Elle est ensuite enseignante-chercheure à l'université Harvard (1950-1957), années durant lesquelles elle est sollicitée par Robert Sears pour collaborer à une recherche qui aboutit à la publication de l'ouvrage Patterns of Child-Rearing (Sears, Maccoby, & Levin, 1957) : il s'agit d'une étude consacrée aux pratiques de socialisation et à leur relation avec le développement de la personnalité chez les jeunes enfants, dans laquelle elle s'occupe de la partie consacrée aux pratiques éducatives des mères. Cette recherche lui a permis d'approfondir son intérêt pour les différences entre les sexes, les responsabilités parentales et la psychologie du développement. Elle poursuit ses recherches dans d'autres domaines, notamment le comportement social des bébés et l'éducation des enfants, ou encore à l'impact de la télévision sur la gestion du temps par les enfants, au contrôle social de la délinquance juvénile, et conduit une étude auprès de primo-électeurs votant pour la première fois, où elle s'intéresse aux dynamiques familiales et leur influence sur le choix pour ces électeurs d'adopter ou non le choix de vote de leurs parents. Elle a aussi collaboré à la troisième édition de Readings in Social Psychology.
En 1958, elle est recrutée par l'université Stanford, où se déroule le reste de sa carrière d'enseignante et de chercheure, notamment à la chaire « Barbara Kimball Browning Professor », School of Humanities and Sciences. En 1974, elle publie avec Carol Nagy Jacklin des travaux de recherche sur les différences de sexe. En 1980, elle commence une  étude longitudinale sur les relations parent-enfant, avant, pendant, et après le divorce des parents. En 1998, elle publie son livre The Two Sexes. Elle mène d'autres recherches sur la connaissance et la compréhension du développement de l'enfant et les différences de sexe. Elle a notamment organisé un séminaire sur les différences de sexe et édité un livre qui a résulté de ce séminaire, The Development of Sex Differences (1966) Maccoby a également participé à une recherche du Social Science Research Council, axée sur la socialisation.
Eleanor Maccoby meurt le 11 décembre 2018 à Palo Alto.

## Distinctions
- 1971-1972 : présidente de la division 7 de l'Association américaine de psychologie (APA)[3]
- 1973-1976 :  présidente du département de psychologie à Sanford[3] et première femme élue à cette fonction
- 1974-1975 : présidente de la Western Psychological Association
- 1981-1983 : présidente de la Society for Research in Child Development[3]
- 1993 : membre de l'Académie nationale des sciences américaine

Eleanor Maccoby figure à la 70e place sur la liste des 100 psychologues les plus éminents du XXe siècle.
Elle a également reçu de nombreux prix scientifiques.
- 1982 : G. Stanley Hall Award, Division of Developmental Psychology, APA
- 1984 : Award for Distinguished Contributions in Educational Research, American Educational Research Association
- 1987 : Award for Distinguished Scientific Contributions in Educational Research
- 1988 : Distinguished Scientific Contributions Award, APA
- 1996 : Lifetime Achievement Award, American Psychology Foundation
- 2000 : Eleanor Maccoby Book Award in Developmental Psychology, APA

## LeEleanor Maccoby Book Award
Le Eleanor Maccoby Book Award in Developmental Psychology (ou Maccoby Award) est remis chaque année à l'auteur d'un ouvrage publié dans les deux années précédentes qui a marqué la psychologie et la recherche en psychologie. L'Association américaine de psychologie fixe les modalités d'attribution du prix et coordonne le processus de sélection du lauréat. Bien que ce prix ait été nommé d'après Eleanor Maccoby, elle n'en est pas la première bénéficiaire.

## Publications
- (en) The effect of preparatory set on selective listening : developmental trends, Chicago, University of Chicago Press for the Society for Research in Child Development, 1967.
- (en) Experiments in primary education : aspects of project follow-through, avec  Miriam Zellner, New York : Harcourt Brace Jovanovich, 1970.
- (en) Mother-attachment and stranger-reactions in the third year of life, avec S. Shirley Feldman, Chicago : University of Chicago Press, 1972.
- (en) Dividing the child : social and legal dilemnas of custody, Robert H. Mnookin with Charlene E. Depner and Elizabeth Peters / [2e éd.] / Cambridge : Harvard University Press , Mass
- (en) The psychology of sex differences, avec Carol Nagy Jacklin, Stanford : Stanford University Press, 1974.